# Kubinka
Kubinka (ros. Кубинка) – miasto w Rosji, w obwodzie moskiewskim, w rejonie odincowskim, 60 km na zachód od Moskwy. Założone w XV wieku, miasto od 2004, około 20 138 mieszkańców (2020).
Węzeł kolejowy ze stacją Kubinka I, położoną na przecięciu linii Moskwa – Mińsk – Brześć i Wielkiego Pierścienia Kolei Moskiewskiej.

## Wojsko w Kubince
W miejscowości znajduje się Muzeum Czołgów oraz antybalistyczny radar wczesnego ostrzegania, wchodzący w skład moskiewskiego systemu obrony antybalistycznej.
Na terenie miejskiego parku „Patriot” znajduje się zbudowany w latach 2018–2020 sobór Zmartwychwstania Pańskiego – główna świątynia Sił Zbrojnych Federacji Rosyjskiej.